# Lac Pavin
Lac Pavin là một hồ Meromictic Hồ miệng núi lửa nằm ở Puy-de-Dôme, Pháp, giữa Besse-et-Saint-Anastaise và Super Besse.